# Щедрик строкатий
Ще́дрик строкатий (Crithagra striolata) — вид горобцеподібних птахів родини в'юркових (Fringillidae). Мешкає в Східній Африці.

## Опис

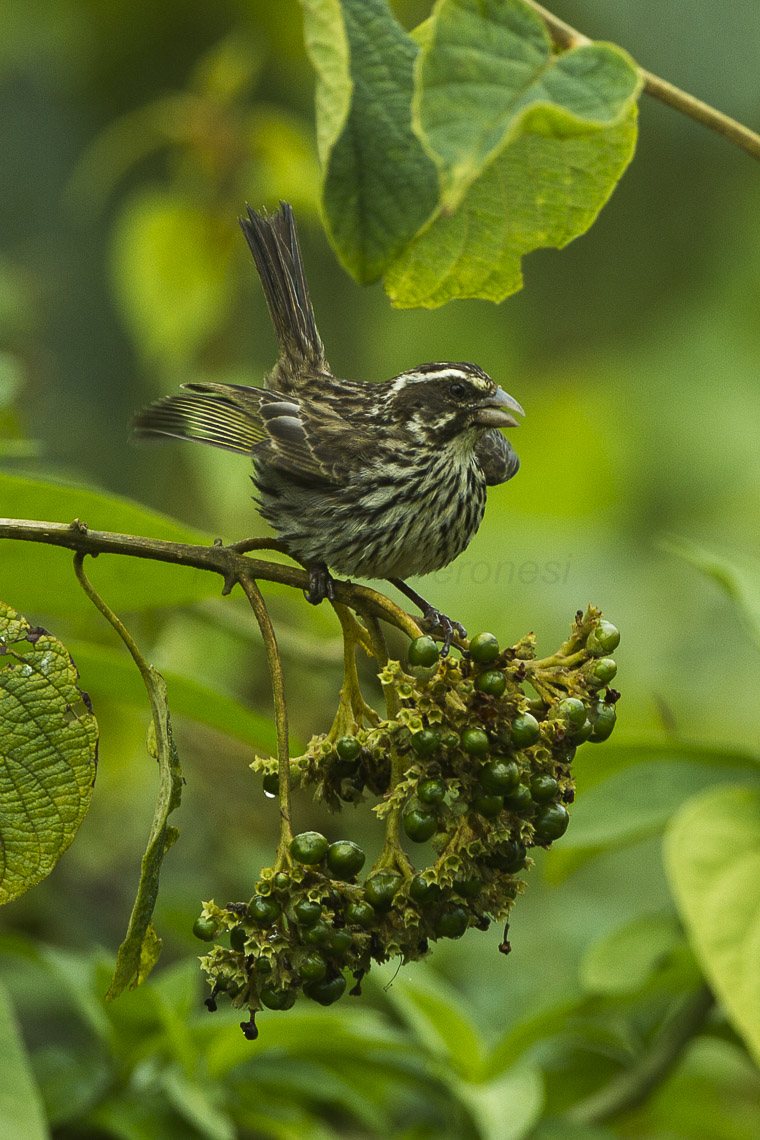
Строкатий щедрик

Довжина птаха становить 13,5-15 см, вага 18-26,5 г. Виду не притаманний статевий диморфізм. Верхня частина тіла оливково-бура, поцяткована чорнуватими смужками. Верхня частина голови і шия також поцятковані світлими смужками. Над очима світлі "брови", від дзьоба до очей ідуть чорнуваті смуги, скроні чорнуваті. Підборіддя оливково-жовте, груди і боки сіруваті, деякі пера мають жовтувати края. Груди поцятковані чорнуватими смужками. Живіт і гузка світло-сірі, гузка поцяткована чорними смужками. Дзьоб чорнувато-сірий, біля основи світліший, лапи чорнувато-тілесного кольору, очі темно-карі..

## Підвиди
Виділяють два підвиди:
- C. s. graueri (Hartert, E, 1907) — схід ДР Конго, південно-західна Уганда, Руанда і Бурунді;
- C. s. striolata (Rüppell, 1840) — від Еритреї, Ефіопії і Південного Судану через Кенію до північної Танзанії.

Жовтоброві щедрики раніше вважалися підвидом строкатого щедрика.

## Поширення і екологія
Строкаті щедрики мешкають в Ефіопії, Еритреї, Південному Судані, Демократичній Республіці Конго, Уганді, Руанді, Бурунді, Кенії і Танзанії. Вони живуть на узліссях вологих гірських тропічних лісів, у високогірних чагарникових заростях, на полях, пасовищах, плантаціях і в садах. Зустрічаються поодинці, парами або невеликими зграйками, на висоті від 1300 до 4300 м над рівнем моря. Живляться насінням, ягодами і комахами. Сезон розмноження триває з жовтня по січень, а на високогір'ях також з квітня по серпень. Гніздо чашоподібне, в кладці від 3 до 6 яєць. Інкубаційний період триває 12 днів, пташенята покидають гніздо через 14-15 днів після вилуплення.